# Commanderie des Nobles Vins du Jura et du Comté
 (juillet 2025).
Si vous disposez d'ouvrages ou d'articles de référence ou si vous connaissez des sites web de qualité traitant du thème abordé ici, merci de compléter l'article en donnant les références utiles à sa vérifiabilité et en les liant à la section « Notes et références ».
 (juillet 2025).
 (juillet 2025).

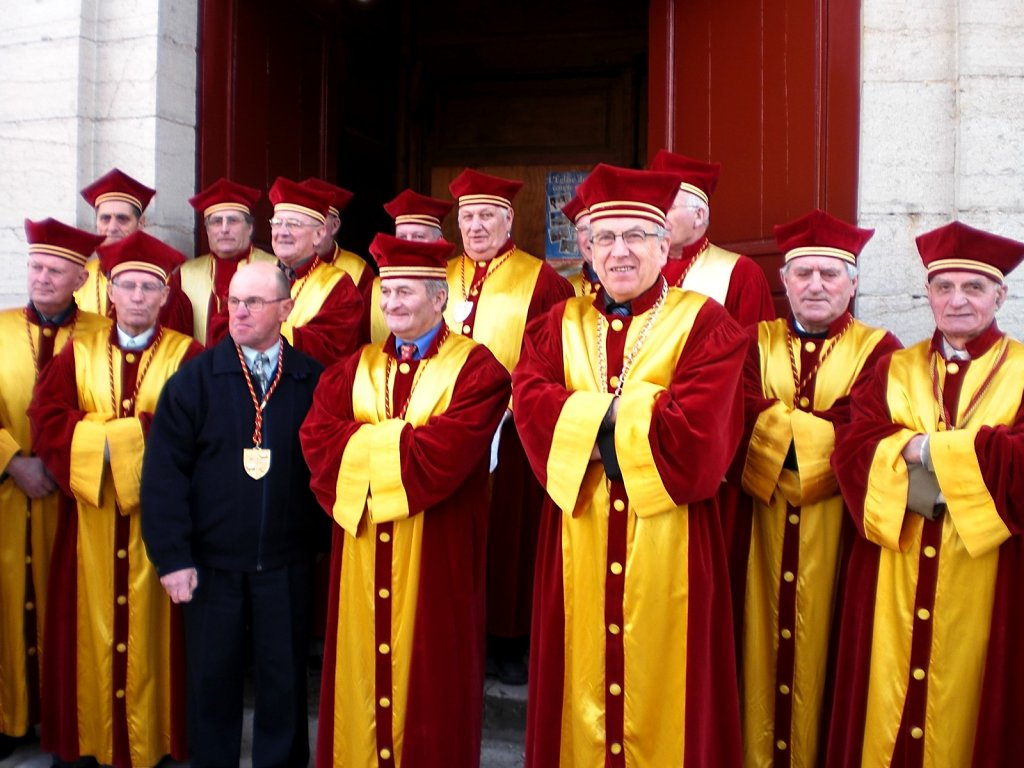
?

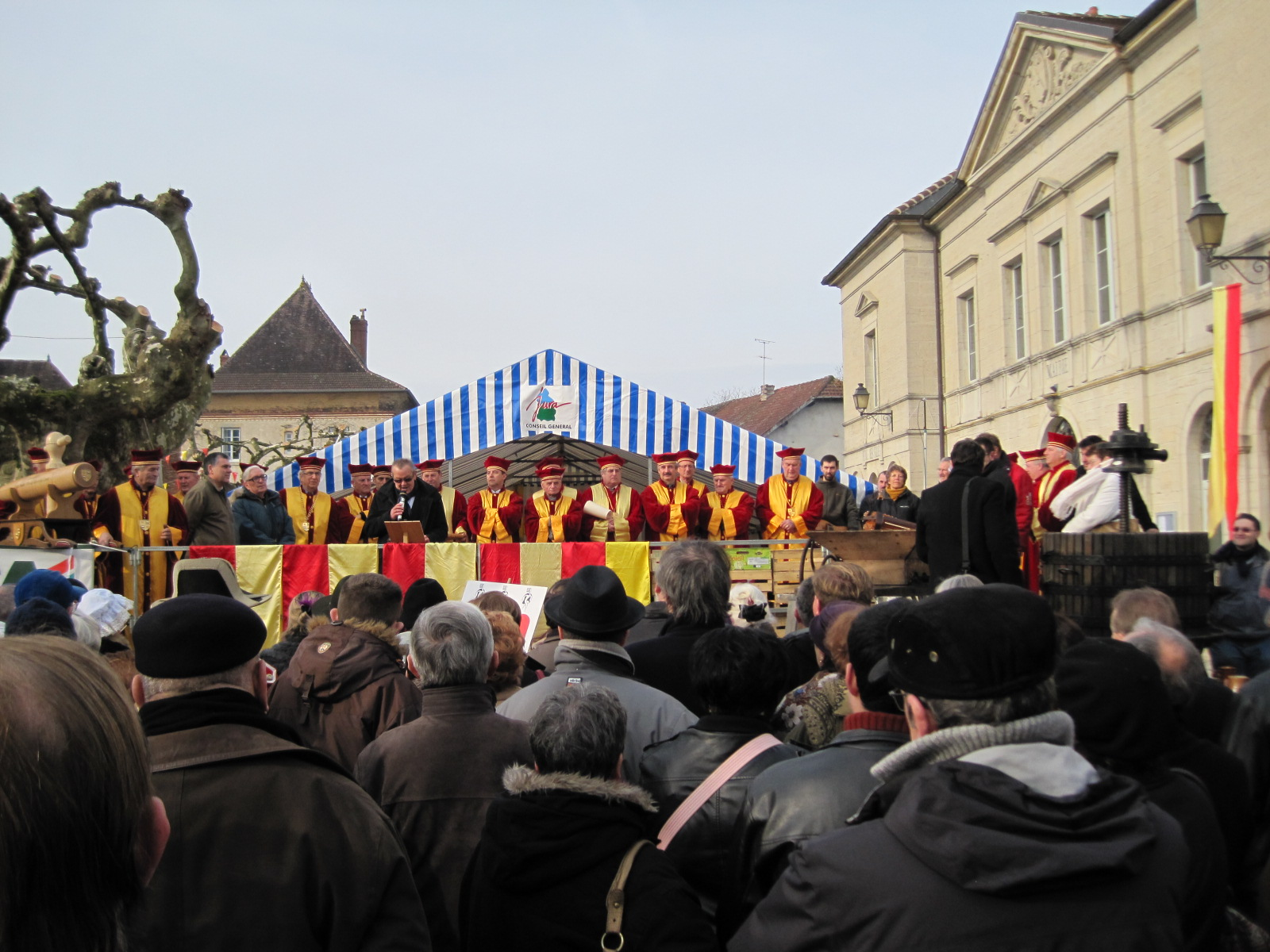
?

La Commanderie des Nobles Vins du Jura et du Comté est une confrérie bachique franc-comtoise ambassadeur du terroir qui communique sa passion pour les vins et fromages de sa région depuis [Quand ?].  

## Historique
Sollicitée depuis [Quand ?] pour créer l'événement lors de différentes manifestations publiques ou privées, la commanderie est constituée de 15 membres fondateurs qui composent le Grand Conseil, réuni autour du Président, du Grand Maître, de l'Officier de plume et des trompettes de Jéricho de plus d'une dizaine de musiciens.
La Commanderie invite à découvrir la passion de son terroir et à devenir le fidèle représentant d'un savoir-faire unique de viticulteurs, éleveurs, fromagers et affineurs... 

## Intronisation
Chevalier, Officier ou Commandeur, le nouvel intronisé prête serment selon la Charte de la Commanderie d'étendre en toutes occasions la renommée des Nobles Vins du Jura et du Comté. Il reçoit la médaille et le parchemin. 